# Karen Van Camp
Karen Van Camp (25 december 1989) is een Belgisch korfbalster.

## Levensloop
Van Camp was actief bij Boeckenberg. Tevens maakte ze deel uit van het Belgisch nationaal team, waarmee ze onder meer brons won op de Wereldspelen van 2017.
Ze heeft een relatie met Jari Hardies met wie ze samen een dochter heeft.